# Ivar Westby
Ivar Westby (* 30. Juli 1940 in Oslo) ist ein ehemaliger norwegischer Radrennfahrer und nationaler Meister im Radsport.

## Sportliche Laufbahn
Westby gewann 1959 seinen ersten nationalen Titel. Er siegte mit Gunnar Ellefsen und Odd Arnesen im Mannschaftszeitfahren. 1962 war er gemeinsam mit Odd Arnesen, Per Digerud und Nils Dagfinn Lier erneut im Titelrennen erfolgreich. In der Mannschaftswertung des Straßenrennens holte er einen weiteren Titel mit Per Digerud und Jan Erik Olsen.
Er startete zweimal in der Internationalen Friedensfahrt. 1960 und 1964 schied er in dem Etappenrennen aus. 1964 fuhr er in einem internationalen Team mit dem Namen „Drei Kontinente“. In diesem Team fuhren Fahrer aus Norwegen, Schweden, Australien und dem Libanon.

## Berufliches
Westby war Lehrer für Mathematik an einem Gymnasium in Oslo.